# Brachypalpus cyanogaster
Brachypalpus cyanogaster är en tvåvingeart som beskrevs av Friedrich Hermann Loew 1872. Brachypalpus cyanogaster ingår i släktet mulmblomflugor, och familjen blomflugor. Inga underarter finns listade i Catalogue of Life.